# IC 2942
IC 2942 је патуљаста галаксија у сазвјежђу Лав која се налази на листи објеката дубоког неба у Индекс каталогу.
Деклинација објекта је + 11° 48' 55" а ректасцензија 11h 36m 12,0s. Привидна величина (магнитуда) објекта IC 2942 износи 15,4 а фотографска магнитуда 16,0. IC 2942 је још познат и под ознакама Reiz 1334, PGC 1399175.